# Weszely Ödön

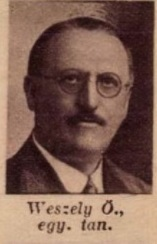
Weszely Ödön portréja. Pesti Hírlap (1878-1944) 1936. Az év halottai.

Weszely Ödön (Pest, 1867. augusztus 23. – Budapest, 1935. március 6.) pedagógus, egyetemi tanár, a magyarországi neveléstudomány jelentős elméleti és gyakorlati szakembere.

## Élete

### Gyermek- és ifjúkora
Édesapja Weszely György kocsigyártó, édesanyja Milics Ilona (szentendrei szerb családból) varrónő volt.  Már polgári iskolába járt, amikor édesapja viszonylag fiatalon – 44 évesen – meghalt. Az anyagi támasz nélkül maradt édesanyának nehéz terhet jelentett négy gyermekének eltartása és taníttatása, különösen akkor, amikor Weszely Ödön egyik tanára ösztönzésére, különbözeti vizsgával, a belvárosi főreáliskolába (a mai Eötvös József Gimnázium) került. A család anyagi helyzetét kívánta javítani és saját tanulása költségeihez járult hozzá azzal, hogy tanulása mellett fiatalabb gyerekek tanítását  végezte. Osztályában nem tartozott a legelismertebb és a legjobb tanulók közé, azonban az iskolai önképző körben többször díjazták verseit, elbeszéléseit, amelyek közül néhány meg is jelent. Fejlődésére leginkább irodalomtanára, Riedl Frigyes volt hatással, akivel az egyre mélyülő tanár-diák kapcsolata a későbbiekben barátsággá alakult. A reáliskolai érettségit 1886-ban tette le, majd megszerezte az egyetemi jelentkezéshez szükséges kiegészítő érettségit latin- és a görög nyelvből.

A budapesti Magyar Királyi Tudományegyetem Bölcsészeti Karára 1887-ben iratkozott be, ahol magyar és német filológiai tanulmányokat folytatott, de filozófiai és pedagógiai tárgyú előadásokat is hallgatott. Tanárai közül Gyulai Pál, Heinrich Gusztáv, Lubrich Ágost, Horváth Cirill és Kármán Mór voltak rá a legnagyobb hatással. Egyetemi évei alatt több cikke jelent meg az Egyetemes Philologiai Közlönyben, részt vett A Pallas nagy lexikona német irodalomtörténeti szócikkeinek összeállításában.

Báró Eötvös Loránd ajánlatára még egyetemi hallgatóként Horváth Boldizsár politikus házához került mint magántitkár. Feladatának teljesítése a későbbiekben segítette tájékozódását a politikai életben, alakította hatékony és diplomatikus érintkezési képességét.

### Tanító és tanár
Egyetemi tanulmányai befejezése után több éven át – különböző iskolatípusokban – gyakorló tanító/tanári munkát végzett. 1889-től elemi iskolában kezdett tanítani. Az 1890/1891-es tanévben a gyakorló főgimnázium rendkívüli tanára volt. Miután a nyelvi szakcsoportból letette a polgári iskolai tanítói vizsgát, polgári iskolai tanító/tanárként több iskolában tanított. Saját tantárgyai mellett 1895-től kezdődően tanított tanítóképzőben is, pedagógiát. A középiskolai tanári képesítést magyar és német nyelvből, illetve irodalomból viszonylag későn, csak 1899-ben szerezte meg. Széles tapasztalattal rendelkező pedagógus, amikor 1895-ben magyar–német szakos tanárként visszakerült abba a nyolcosztályos reáliskolába, amelyben különbözeti vizsga után diákként is tanult. Hét évvel később már az iskola igazgatója lett (1906–1910).

„Az 1906 és 1909 közötti nagyon rövid és viszontagságos időszak alatt, melyet az emlékkönyvek sokszor csak ’átmeneti szakaszként’ emlegetnek az iskola történetében, komoly újítások indultak meg az oktatás-nevelés terén. Mindez természetesen Weszely Ödönnek volt köszönhető, aki elméleti felkészültségét igyekezett átültetni az iskola gyakorlati életébe. ’Lehetetlen észre nem venni azt a lendületet, amellyel az intézet folytatta nemes törekvéseit a pedagógiai tökéletesedés irányában. Az új tanári generáció hatása alatt a nevelés és a tanítás új utakat tört magának, főképpen a reáliskolák ideálja, a praktikus módszerek tekintetében. Azt lehet mondani, hogy a tanítás modern iránya ezekben az években kezdődött. Mindent felkarolt az iskola, ami a tanulók praktikus ismereteit gyarapíthatja, vagy ami elméleti tudásukat kézzelfoghatóbbá teszi.’ (75 éves emlékkönyv) Az 1908-as értesítő mindezt nagyon tömören így fogalmazta meg: ’Igyekeztünk – s ez iskolánknak régtől fogva állandó jellemvonása –, hogy az ifjúságot munkára szoktassuk. Munkára akarjuk őket bírni, ha lehet, a munka megkedveltetésével, s ha kell kényszerítő eszközökkel.’
„A Weszely Ödön igazgatósága idején bevezetett hosszabb iskolai kirándulásokat intézményesítették. Ezek ekkor már az iskolai oktatás és nevelés fontos formáit jelentették, hiszen a megismert anyag segítette az iskolai tananyag feldolgozását, ráadásul az iskola falai közül kilépve. Másik fontos szempont volt, hogy a kirándulásokon a diákok és a tanárok közötti ’érintkezések szabadabb levegőjében való állandó együttléttel megközelíti minden iskola álmodott végcélját, a közvetlen, az egyéni, a pedagógus egyéniségével való erkölcsi nevelést.’ Az igazán hatékony kirándulás azonban csak akkor valósulhat meg, ha alaposan előkészítik. ’Általában mindent igyekezettel azon voltunk, hogy ifjúságunk ne tekintse a kirándulást egy hétig tartó majálisnak, hanem olyan munkának, amelyben ismereteit a legkellemesebb módon, tudatosan, s általa is előre megismert tervszerűséggel gyarapítja. Azt akartuk, hogy tanulóink egész évben készüljenek a tanulmányi kirándulásra, hogy az jutalmuk, munkájuk ünnepi betetőzése legyen. Ezt a célt szolgáltuk mindazon intézkedésekkel, amelyeket a társas szellem ébresztésére tettünk. Krausz Vilmos kollégánk a kirándulás tagjaiból külön énekkart állított össze, mely az utazás folyamán nekünk is, és mindazokkal, akikkel a társaság összehozott, felejthetetlen kedves órákat szerzett.’ (1910 értesítő)”
Tanári tevékenységéhez szorosan kapcsolódott tankönyvírói munkássága. Nyelvtankönyveiben a hazai klasszikus irodalom szemelvényeivel helyettesítette az unalmas és erőltetett példamondatokat. Saját tapasztalataira támaszkodott, de felhasználta a legjobb hazai és külföldi példákat is. Több módszertani megoldása a mindennapi gyakorlat részévé vált.

### A neveléstudomány felé
Az 1890-es évek közepétől érdeklődése egyre inkább a pedagógia elméleti kérdései felé fordult. Ennek előzményeihez tartoztak tanulmányai az egyetemen  és a rendkívüli tanári munkájához megkívánt teoretikus ismeretetek elsajátítása a gyakorló főgimnáziumban. Az egyetemi pedagógiai előadásokon, később a Középiskolai Tanárképző Intézetben találkozott Kármán Mórral, akivel tartós kapcsolatba került. Tanácsára és segítségével 1895 augusztusában – a nyári kurzus hallgatójaként – részt vett Wilhelm Rein pedagógiai szemináriumán Jénában. A neveléstudomány nemzetközi hírű nyári pedagógiai tanfolyamán részleteiben megismerte a Herbart–Ziller-elmélet alapján szerveződött tanárképzést és gyakorlóiskolai munkát. Hazatérése után egyre inkább bekapcsolódott a hazai pedagógiai közéletbe. 1896-ban jénai tapasztalatairól írt, és 1897-ben pedig már az első önálló pedagógiai tanulmánya is megjelent. Ettől kezdődően folyamatosan jelen volt a pedagógiai közéletben, felolvasó üléseken szerepelt, és szakmai folyóiratokban publikált.

A Magyar Paedagogiai Társaság külső tagja 1894-ben lett, 1902-ben pedig a társaság rendes tagjává választották. Egyéni és társadalmi pedagógia címmel 1904 áprilisában tartotta székfoglaló előadását. 1907 és 1912 között Fináczy Ernővel a Társaság főtitkárával együtt szerkesztette a Társaság lapját a Magyar Paedagogiát.
A budapesti Királyi Magyar Tudományegyetem Bölcsészeti Karára 1910 februárjában nyújtotta be magántanári habilitációs kérelmét A modern pedagógia útjain című tanulmánykötetével. 

„Aki tudja, hogy Magyarországon mi mindent árulnak a pedagógia cégére alatt, és hogy mily fecsegéssé fajult ez a tudománykór azoknál, akik filozófiai alap, históriai ismeret és szaktudományi felkészültség nélkül pedagógusnak vallják magukat, az ebben a könyvben – jelzett hiányainak dacára is – fel fogja találni azokat a kvalitásokat, melyek Weszely tudományos törekvéseinek komolyságára vallanak, és a jövőre vonatkozó alapos reményekre jogosítanak. Mindezek alapján melegen ajánlom, hogy dr. Weszely Ödön a magántanári képesítés további cselekményeire, azaz: szabályszerű kollokviumra és próbaelőadásra bocsáttassák.”
1910 decemberében megkapta meg magántanári kinevezését, és 1911-ben hirdette meg az első egyetemi előadásait A tanítás módszere és technikája címmel.

### A főváros közoktatási reformere
1906-ban Bárczy Istvánt Budapest polgármesterévé választották. Weszelyt várospolitikai programja köznevelési részének vezetésével bízta meg. A főváros közoktatási reformmunkálataiban alapvető feladatai: 

– a jelentős iskolaépítési terv megvalósulásának segítése;
– az iskolák szakfelügyeleti rendszerének új, korszerű, példaértékű kialakítása;
– az iskolai tantervi munkálatok megszervezése és vezetése úgy, hogy a főváros magasabb igényeinek megfelelő városi-iskolák jöjjenek lére;
– a reformmunkálatokat ismertető és támogató publikáció megszervezése, biztosítása.
Feladatait teljesítette: 

– a kultúrpolitikai reform fő teoretikusaként, elméletileg is megalapozta a reformmunkálatokat;
– 1906-ban megindították, Bárczyval közösen, a Népmívelés (későbbiekben: Népművelés, 1912-től Új Élet) című folyóiratot. A főszerkesztői munkát rövid ideig – 1 évig –  végezte. 1912–1917 közt a Magyar Paedegogia, a Magyar Paedagogiai Társaság folyóiratának szerkesztési munkája lett a feladata. Azt elhagyva visszatért, az akkor már Új Élet című folyóirat szerkesztéséhez, amit megszűnéséig, 1918 végéig szerkesztett. – A folyóirat rendszeresen foglalkozott a kultúrpolitikai reform, a gyermekvédelem, a gyermektanulmány, a pedagógia elméletének és gyakorlatának a kérdéseivel, az európai pedagógiai irányzatokkal, a lélektani iskolákkal, a népművelés és népnevelés általános problémáival, de beszámolt a Népművelő Társaság létrejöttének körülményeiről és a Magyar Gyermektanulmányi Társaság életéről is. – A szerkesztői munkája megszakítottsága ellenére a folyóirat az egyik legjelentősebb publikálási helye marad Weszely közművelődési, pedagógiai írásainak.
– 1910-ben a főváros közoktatási ügyosztályának munkatársává nevezték ki, ő volt a város iskoláinak pedagógiai felügyelője;
– létrehozta a Fővárosi Pedagógiai Szemináriumot, ami 1912-ben irányításával kezdte meg működését. 1918-ig volt az intézmény igazgatója.

### A Fővárosi Pedagógiai Szeminárium
A Szeminárium legfontosabb tevékenységei: 

– pedagógiai képzés a szemináriumi foglalkozásokon: Az intézethez nem volt önálló oktatói testületet. A kor legnevesebb kutatóit és tudósait hívta meg előadónak. Így az iskolai gyakorlatából érkezett hallgatók megismerhették a legfrissebb kutatási eredményeket, és munkájukba közvetlenül átültethették azokat. A Rein-szemináriumon látottakat is felhasználta és alkalmazta. A Szemináriumhoz két gyakorlóiskola kapcsolódott. 1913-tól kezdődően már próbatanításokat szerveztek. Az elméleti képzés mellett, a gyakorlóiskolákban minden osztály minden tantárgyának tanítása egy szigorúan kötött beosztás szerint megfigyelhető volt. A sikeres kezdés eredményeként 1912-től Budapesten, fővárosi (községi) fenntartású iskolában nem alkalmaztak olyan kezdő tanítót, aki a tanfolyamot nem végezte el.
– laboratóriumi munka: A Szemináriumban három laboratórium is szerveződött, ezek a fizikai, a pszichológiai és a pedagógiai laboratóriumok voltak. A pedagógiai laboratóriumot Weszely vezette. Később a pedagógiai és a pszichológiai részlegeket összevontan működött. A laboratóriumok felszereltsége fokozatosan épült ki, és így azok a magyarországi gyermektanulmány bázisintézményei lettek.

### Egyetemi tanár
1918 márciusában kinevezték Pozsonyba a Magyar Királyi Erzsébet Tudományegyetem pedagógia-professzorává. Az 1918 őszén meginduló oktatást a bekövetkező politikai események folyamatosan zavarták, végül 1919. január végétől teljesen lehetetlenné tették. A Budapestre áttelepült Egyetemen már az 1919/1920-as tanévben meghirdette előadásait, azonban a zilált állapotok az eredményes munkát erősen gátolták. Az 1923/1924-es tanévtől kezdődően az Egyetem Pécsett működött, így ő is Pécsre költözött. Megszervezte a pedagógiai intézetet, illetve az ahhoz kapcsolódó könyvtárat és a laboratóriumokat, amelyek előfeltételei voltak egy jelentős pedagógiai műhely kialakításának. Szervező munkáját segítette, hogy az 1923/1924-es és az 1924/1925-ös tanévben a Bölcsészeti-, Nyelvi- és Történettudományi Kar dékánja, az 1929/1930-as tanévben a pécsi Magyar Királyi Erzsébet Tudományegyetem rektora volt.

Részt vett az 1924. évi XI. törvénycikk a középiskolákról előkészítésében. Nagy László után újjászervezte a Magyar Gyermektanulmányi és Gyakorlati Lélektani Társaságot, annak elnöke lett. 

Egyetemi tanársága időszakában irodalmi munkássága is kiteljesedett. Ekkor írta legalaposabb és legjelentősebb műveit: Bevezetés a neveléstudományba (1923); A korszerű nevelés alapelvei (1935).
1935 januárjában kinevezték a budapesti Magyar Királyi Pázmány Péter Tudományegyetem pedagógiai tanszékének professzorává. Az örömmel fogadott megtiszteltetés után az első előadását még meg tudta tartani, de néhány nappal később megbetegedett és 1935. március 6-án meghalt. 

Sírja: Budapest, Fiumei úti temető 47. parcella, N/A szakasz, 11. sor, 17. sír.

## Pedagógiája
A legkövetkezetesebb magyarországi követője volt annak a késői herbartiánus – elsősorban Reinre jellemző – törekvésnek, amely a századforduló táján, elsősorban a gyermektanulmány és a reformpedagógia erőteljes kihívásaira és kritikájára válaszolva – a hagyományos koncepció főbb, értékálló elemeit megőrizve – számottevő tartalmi korszerűsítésbe kezdett. 

Rein törekvéseiről elismerően nyilatkozott a német mester munkásságát méltató tanulmányában: 

„Munkájának egész koncepciója olyan, hogy abban minden modern törekvést is belefoglal. A szociálpedagógia eszméit, a művészi nevelés kérdését, a kézimunka intenzív felkarolását éppúgy beilleszti a rendszer kereteibe, mint a gyermektanulmányt, a koedukációt, a szabad egyetemet, s a többi reformkérdést, melyek mindegyikének Rein egyik buzgó buzgó harcosa.”

Pedagógiai koncepciójának megalkotása során következetesen kitartott azon alapvető herbarti rendszerezési szempont mellett, mely szerint a pedagógia – a nevelés tudományos elmélete – két segédtudományra, az etikára és a pszichológiára alapozottan értelmezhető. Az etika, a nevelés céljaival áll összefüggésben, a pszichológia pedig a nevelési folyamat gyakorlati lépéseinek megtervezéséhez nyújt segítséget, ez a módszerre vonatkozó segédtudomány. – Ezt az alapgondolatot annyiban fejlesztette tovább, amennyiben a századforduló után megjelenő új igények szükségessé tették a hagyományos segédtudományok terjedelmének kiszélesítését, mivel felfogása szerint korszerű pedagógia csak a segédtudományok, az etika és pszichológia segédtudomány jellegének átértékelése eredményeként hozható létre. 

„…a célokat a kultúra elemzése adja, az utakat pedig egyrészt a gyermektanulmány, a differenciális lélektan, az egyéniség ismerete, másrészt a szociológia mutatja.”
A segédtudományokkal kapcsolatos elképzeléseit 1923-ban kiadott alapvető művében a következő módon fejleszti tovább: 

| A célokra vonatkozó segédtud.                                                                                                  | A módszerekre vonatkozó segédtud.                                                                             |
| --- | --- |
| - egészségtan (higiene) - gazdaságtan (ökonómia) - technológia - jog- és politikatudomány - logika, esztétika - teológia Etika | - biológia (anatómia, fiziológia) - lélektan (pszichológia) - szociológia - etnológia - stb. Gyermektanulmány |
A neveléstudomány felosztása:
I.  Elmélet (filozófiai pedagógia),
II. Neveléstan,
III. Tanítástan,
IV. Módszertan,
V.  Szervezettan.

Kármán és Willmann felfogására alapozottan a nevelést, a kultúrának a felnövekvő nemzedék számára történő átszármaztatásaként értelmezte: 

„A nevelés célja… műveltséget adni, az embert kultúrlénnyé tenni. Ez a műveltség arra való, hogy az ember a maga társadalmi környezetében meg tudjon élni, de úgy tudjon megélni, hogy abba belekapcsolódva összes életfeladatait megoldhassa s egész emberi hivatását betölthesse.
Ha azt mondjuk, hogy a gyermekből „embert” akarunk nevelni, ez a szó „ember”, nem csupán „felnőtt”-et jelent, hanem, többet: azt jelenti, ami az embert speciálisan jellemzi, a kultúrát. Felnőtt emberré a gyermek talán nevelés nélkül is lehet, de mi művelt emberré akarjuk a gyermeket nevelni, nem pusztán felnőtté, amivé magától is megnövekedik.” 
„A nevelés célja... a kultúra, mert a kultúra segítségével képes az ember emberhez méltó magasabb rendű életet élni, a kultúra segítségével képes magasabb élethivatását fölismerni, célokat kitűzni, s ezeket a célokat elérni.”
Pedagógiai koncepciójának másik jellegzetes elemét adta a nevelés értékelméleti megalapozásának hangsúlyozása. Ennek létjogosultságát a következőkben fogalmazta meg: 

„Ha a neveléstudomány ki akarja tűzni a nevelés céljait s fölépíteni a célok egy következetes és harmonikus rendszerét, a célok megállapításánál azt kell mérlegelni, hogy mi az, ami a jövő nemzedék szempontjából értékes. [...] A neveléstudománynak itt az érték fogalmával van dolga. Meg kell állapítani mi az érték, hány félék az értékek, s a sokféle értéknek egy rangsorát megszerkeszteni.”
Ennek alapján a következő értékrendszert állította fel: 

- Reális értékek: Szükséges, Hasznos, Élvezetes;
- Ideális értékek: Igaz, Jó, Szép.

Annak ellenére, hogy törekvése a pedagógia értékelméleti megalapozására a herbartiánus pedagógia eszmevilágában gyökerezett, számos rokon vonást mutatott a korszak német pedagógiájának törekvéseivel. Az értékelméleti törekvéseinek kapcsán jól érzékelhetők a kötődési a neokantiánus filozófia badeni iskolájának reprezentánsaihoz (Windelband, Rickert), valamint a magyarországi értékelméleti törekvésekhez (Pauler Ákos, Böhm Károly, Somló Bódog, Kornis Gyula) is. 

1935-ben megjelent posztumusz műve, A korszerű nevelés alapelvei jól tükrözte kötődését a Dilthey–Spranger neve által reprezentált német kultúrfilozófiai pedagógiához. Ez irányú felfogása azonban – talán mivel szintén a herbartiánus pedagógia rokon törekvéseiből nőtt ki – ahhoz viszonyítva lényeges különbségeket is mutat. Ugyanis tagadta, hogy a pedagógia – jóllehet filozófiai jellegű diszciplina – a kultúrfilozófia része: 

„…a pedagógia kultúrfilozófián alapszik, de a kultúrfilozófia nem pedagógia. A kultúra filozófiája még nem maga a pedagógiai tevékenység, a kultúra cél és eszköz, de nem nevelés. A kultúrfilozófia alkalmazott metafizika, eszerint bizonyos tekintetben több, mint a pedagógia, mert a kultúra nem csupán a pedagógiai tevékenység eredménye, hanem egyúttal fejlődés is számos más tényező hatása alatt, szociális: azaz társadalmi jelenség. De egyúttal más szempontból a kultúrfilozófia kevesebb, mint a pedagógia, mert az már nem tartozik a kultúrfilozófia körébe, hogy a nevelésnek, mint gyakorlati tevékenységnek, normáit megállapítsa, amit pedig a pedagógiának okvetlenül meg kell tennie. A pedagógia tehát nemcsak a nevelés filozófiája, hanem a nevelés technikája is.
De a pedagógia nemcsak technika, több ennél: eszmék tudománya. Ha a nevelés technikájáról van szó, csak átvitt értelemben használjuk a „technika” kifejezést. A nevelés önálló szellemi tevékenység, a technika mechanizmust jelent.”
 „A műveltség oly magasabb fogalom, mely mint cél magában foglalja az emberi élet teljességét, mert a kultúra fogalma kiterjed az emberi élet egész területére. A műveltség jelenti az egyéni képességek magasabb fokát, az egyén kiművelt voltát, de jelenti egyúttal a kultúra értékes tartalmát is, melyet az ember magáévá tesz, így a műveltség fogalma magában foglalja a formális és tartalmi elemeket egyaránt.”
Az ideális értékeket elsősorban a kultúrában találta meg. A kultúrpedagógiai felfogás szellemében a kultúra egyes területeit, azok értékvonatkozásait és normatív tudományokkal való kapcsolatát az alábbiak szerint összegezte:

|       | A neveléstudomány nemei | Értéktartalom | Normatív tudomány |
| ----- | ----------------------- | ------------- | ----------------- |
| I.    | Testi nevelés           | Egészség      | Egészségtan       |
| II.   | Technikai nevelés       | Ügyesség      | Technológia       |
| III.  | Gazdasági nevelés       | Hasznosság    | Gazdaságtan       |
| IV.   | Társadalmi nevelés      | Méltányosság  | Szociológia       |
| V.    | Állampolgári nevelés    | Hazafiság     | Jogtud. és polit. |
| VI.   | Erkölcsi nevelés        | Jó            | Etika             |
| VII.  | Tudományos nevelés      | Igaz          | Logika            |
| VIII. | Esztétikai nevelés      | Szép          | Esztétika         |
| IX.   | Vallási nevelés         | Hit           | Teológia          |
| X.    | Hivatásra nevelés       | Munka         | Szaktudományok    |

Pedagógiája a XX. század első felének utolsó hazai posztherbartiánus neveléstudományi rendszere. Ennek megalkotásával nem kevesebbre vállalkozott, mint a herbarti keretek következetes megőrzésével a század első harmadának adaptálható korszerű szellemi áramlatait egységes rendszerbe foglalja és továbbfejlessze. Így kaptak összehangoltan helyet eklektikus pedagógiai rendszerében a kultúrfilozófia, az értékelmélet, a szociálpedagógia, a gyermektanulmány és gyermeklélektan, valamint a húszas évek nagy lélektani iskoláinak törekvései (kultúrpszichológia, alaklélektan, pszichoanalízis, individuálpszichológia és a kísérleti pedagógia egzakt eredményei.

A hazai hagyományok tudatos vállalásával a hozzá legközelebb álló herbartiánus iskola (Kármán Mór, Fináczy Ernő) teljesítményei mellett felhasználta Imre Sándor nemzetnevelési koncepciójának és a gyermektanulmányi mozgalom Nagy László neve fémjelezte eredményeit is. A széles körű szellemi hatásokat saját sokoldalú elméleti és gyakorlati felkészültsége segítségével alkotó módon fejlesztette tovább.

## Művei[20]

### Könyvek

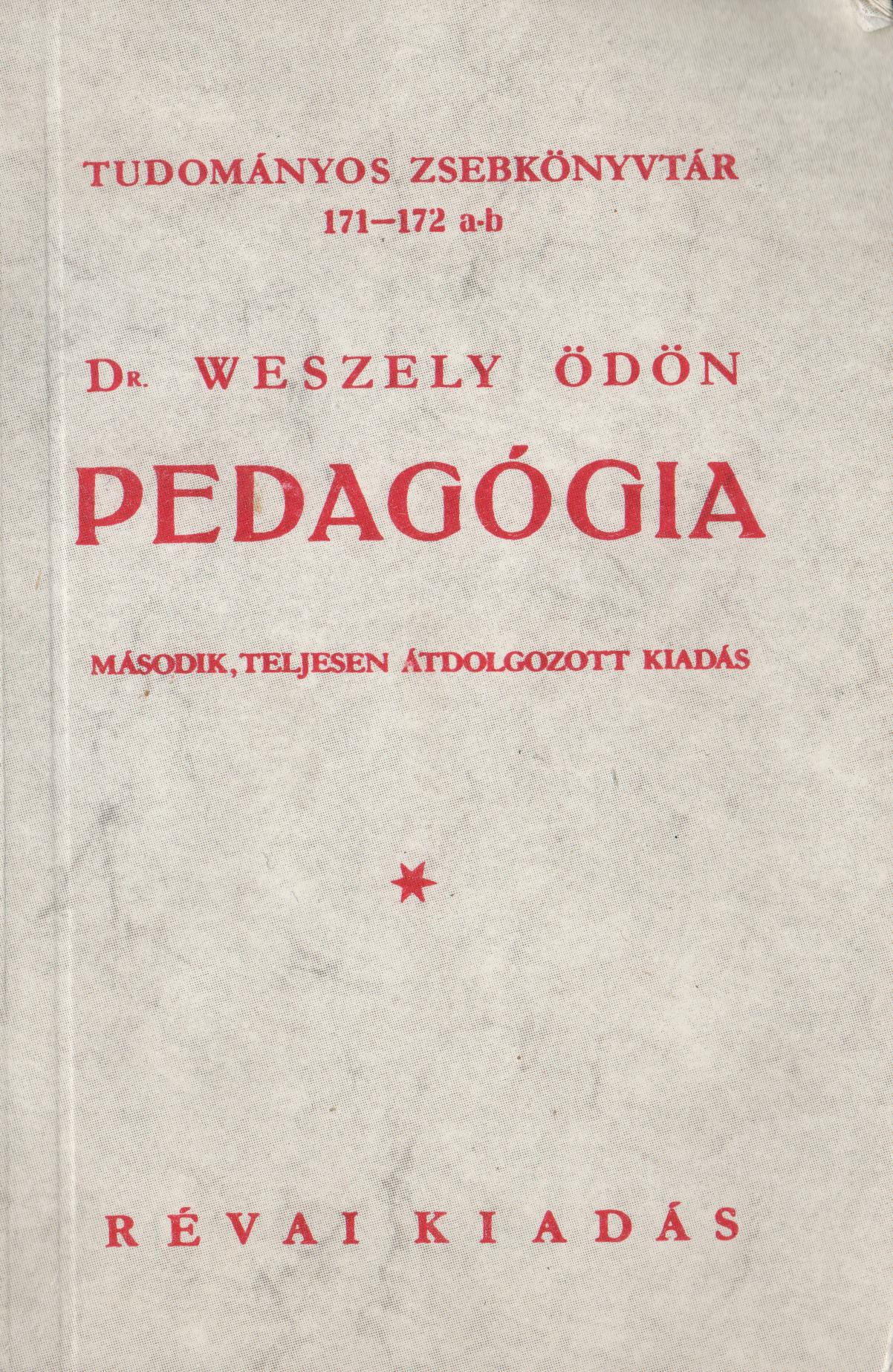
Pedagógia: nevelés és tanítástan – Stampfel-féle Könyvkiadó, Budapest, 1905 – A hasonmás kiadás borítója

- Stilisztika polgári iskolák és felsőbb eányiskolák számára. 2. kiadás., Lampel R., Budapest, 1896, 210 p.
- Rendszeres magyar nyelvtan, a nemzeti vers és a polgári ügyiratok rövid elméletével. Középiskolák és a polgári fiúiskolák III. osztálya számára, valamint a tanító- és tanítónőképző intézetek használatára. 2., javított kiadás, Lampel R., Budapest, 1901, 122 p.
- (Bánóczi Józseffel közösen) Stilisztika és olvasókönyv, a tanító- és tanítónőképző-intézetek I. osztálya számára, Lampel R., Budapest, 1903, 240 p.
- A magyar irodalom ismertetése. Költészettannal és olvasmányokkal. Polgári és más középfokú iskolák számára. 213 és 56 illusztrációval, Lampel R., Budapest, 1904, 440 p.
- (Ullerich Gyulával közösen) Magyar olvasókönyv a polgári fiúiskolák számára. 3. kötet, Lampel R., Budapest, 1904–1906
- Pedagógia: nevelés és tanítástan – Stampfel-féle Könyvkiadó, Budapest, 1905. 167 p; – Hasonmás kiadás – Akadémiai Kiadó, Budapest, 1991. 167 p.
- Magyar nyelvi gyakorlókönyv a fővárosi elemi népiskolák számára, Lampel R., Budapest, 1906–1908
- A magyar irodalom története polgári és egyéb középfokú iskolák számára. 2., javított kiadás. 214 olvasmánnyal és 50 illusztrációval, Budapest, 1907, 367 p.
- A modern pedagógia útjain: tanulmányok – Franklin, Budapest, 1909. VIII, 442 p.
- Módszeres magyar nyelvtan mondattani alapon. Mártonffy Márton nyomán a középiskolák, polgári iskolák és felsőbb leányiskolák számára, 7. kiadás. Budapest, Lampel Róbert. 1910
- Bevezetés a neveléstudományba: a pedagógia alapvető kérdései – Eggenberger, Budapest, 1923. VIII, 452 p; – Második kiadás – Eggenberger, Budapest, 1933. VIII, 452 p. – Hasonmás kiadás – Országos Pedagógiai Könyvtár és Múzeum, Budapest, 1994. VIII, 460 p. – ISBN 963-7644-25-3
- Nagy pedagógusok: neveléstörténelmi olvasmányok – Lampel R., Budapest, 1925. 319 p. – Nagy pedagógusok – 2. javított kiadás – Lampel R., Budapest, 1927. 320 p.
- Népiskolai módszertan – Lampel R., Budapest, 1926. 158 p.
- Korszerű nevelési problémák: tanulmányok,  – Szt. István Társulat, Budapest, 1927. 217 p; – Korszerű nevelési problémák (válogatás) – válogatta és az utószót írta Orosz Gábor
- Az egyetem eszméje és típusai: a Magyar Királyi Erzsébet Tudományegyetem ünnepi közgyűlésen, 1929. szeptember 22.-én tartott rektori székfoglaló előadás – Minerva, Budapest, 1929. 51 p. (Minerva könyvtár 21) – Az egyetem eszméje és típusai
- Pedagógia – A neveléstudomány rendszere rövid összefoglalásban – második, átdolgozott kiadás – Révai, Budapest, 1932. 190 p; – Hasonmás kiadás – Országos Pedagógiai Könyvtár és Múzeum, Budapest, 1989. 190 p. – ISBN 963-7516-45-X
- A korszerű nevelés alapelvei. A neveléstudomány rendszere. – Királyi Magyar Egyetemi Nyomda, Budapest, 1935. 556 p.

### Tanulmányok, rövid írások
- Paedagogiai programértekezések I., II. – Magyar paedagogia, 1904. 13. évf., 559–564. p; 625–632. p.
- Egyéni és társadalmi paedagogia. – Magyar paedagogia, 1904. 13. évf., 257–268. p.
- A socialpaedagógia fogalma – Lampel R., Budapest, 1904. 14 p.
- A paedagogia és pszichologia viszonya [1–2.] – Magyar paedagogia, 1907. 16. évf. 449–456. p; 513–523. p. – másodközlés: Magyar Pedagógia, 1992. 1. sz. 82–87. p; 88–95. p.
- Világnézet és nevelés. – Magyar paedagogia, 1921. 30. évf., 33–40. p.
- Eszmék a javítónevelés továbbfejlesztéséhez – Pallas Nyomda, Budapest, 1922. 32 p.
- Legújabb áramlatok a neveléstudomány terén. – Magyar paedagogia, 1931. 40. évf., 65–81. p.
- Kemény Ferenc: Magyar Pedagógiai Lexikon. – Magyar paedagogia, 1933. 42. évf., 33–37. p.
- Rein Vilmos – Új élet, 5. évf. 1910. 34–35. sz. 65–69. p.
- Meumann Ernő – Új élet, 10. évf. 1915. 5. sz. 337–346. p.
- Kármán Mór: emlékbeszéd a Magyar Paedagogiai Társaságnak 1916. november 18-án Kármán Mór emlékezetére tartott ülésén –  Lampel R., Budapest, 1917. 35 p.
- Kármán Mór emlékezete. – Magyar paedagogia, 1916. 25. évf., 514–542. p.
- Kerschensteiner György – Új élet, 12. évf. 1917. 3. sz. 217–227. p.

### Fordítások
- Payot, Jules (fr): Az akarat nevelése – Magyar Tudományos Akadémia kiadása, Budapest, 1905. 288 p. (Jules Payot: L'éducation de la volonté)
- Claparède, Édouard: Gyermekpszichológia és kísérleti pedagógia – Lampel R. Kk., Budapest, 1915. 255 p. (Édouard Claparède:  Psychologie de l'enfant et pédagogie experimentale)